# Gesvres (Mayenne)
Pour les articles homonymes, voir Gesvres.
Gesvres est une commune française, située dans le département de la Mayenne en région Pays de la Loire, peuplée de 541 habitants.
La commune fait partie de la province historique du Maine, et se situe dans le Bas-Maine.

## Géographie
Située dans une dépression à l'est de la forêt de Pail, Gesvres recèle de pittoresques paysages.

### Communes limitrophes
| Pré-en-Pail-Saint-Samson (comm. dél. de Pré-en-Pail), Crennes-sur-Fraubée | Saint-Pierre-des-Nids                | Saint-Pierre-des-Nids       |
| Averton                                                                   | Gesvres                              | Saint-Léonard-des-Bois (72) |
| Averton                                                                   | Averton, Saint-Paul-le-Gaultier (72) | Saint-Paul-le-Gaultier (72) |

### Climat
Pour des articles plus généraux, voir Climat des Pays de la Loire et Climat du Val-d'Oise.
En 2010, le climat de la commune est de type climat océanique dégradé des plaines du Centre et du Nord, selon une étude du CNRS s'appuyant sur une série de données couvrant la période 1971-2000. En 2020, Météo-France publie une typologie des climats de la France métropolitaine dans laquelle la commune est exposée à un climat océanique et est dans une zone de transition entre les régions climatiques « Normandie (Cotentin, Orne) » et « Moyenne vallée de la Loire ». 
Pour la période 1971-2000, la température annuelle moyenne est de 10,4 °C, avec une amplitude thermique annuelle de 14 °C. Le cumul annuel moyen de précipitations est de 807 mm, avec 13 jours de précipitations en janvier et 7,4 jours en juillet. Pour la période 1991-2020, la température moyenne annuelle observée sur la station météorologique de Météo-France la plus proche, « Saint Germain_sapc », sur la commune de Fresnay-sur-Sarthe à 16 km à vol d'oiseau, est de 11,9 °C et le cumul annuel moyen de précipitations est de 695,6 mm,. La température maximale relevée sur cette station sur la période du 1er janvier 2003 au 2 juin 2025 est de 40 °C (en 2019), la température minimale de −13 °C (en 2012) et la hauteur maximale de précipitations en 24 h de 70,4 mm (en 2021).
Pour afficher une liste d’indicateurs climatiques caractérisant la commune aux horizons 2030, 2050 et 2100 et pouvoir ainsi s'adapter aux changements climatiques, entrer son nom dans Climadiag-commune, un site de Météo-France élaboré à partir des nouvelles projections climatiques de référence DRIAS-2020.

## Urbanisme

### Typologie
Au 1er janvier 2024, Gesvres est catégorisée commune rurale à habitat très dispersé, selon la nouvelle grille communale de densité à sept niveaux définie par l'Insee en 2022.
Elle est située hors unité urbaine. Par ailleurs la commune fait partie de l'aire d'attraction d'Alençon, dont elle est une commune de la couronne,. Cette aire, qui regroupe 89 communes, est catégorisée dans les aires de 50 000 à moins de 200 000 habitants,.

### Occupation des sols
L'occupation des sols de la commune, telle qu'elle ressort de la base de données européenne d’occupation biophysique des sols Corine Land Cover (CLC), est marquée par l'importance des territoires agricoles (94,4 % en 2018), une proportion sensiblement équivalente à celle de 1990 (94,5 %). La répartition détaillée en 2018 est la suivante : 
prairies (55,9 %), terres arables (32,8 %), zones agricoles hétérogènes (5,6 %), forêts (4,3 %), zones urbanisées (1,3 %). L'évolution de l’occupation des sols de la commune et de ses infrastructures peut être observée sur les différentes représentations cartographiques du territoire : la carte de Cassini (XVIIIe siècle), la carte d'état-major (1820-1866) et les cartes ou photos aériennes de l'IGN pour la période actuelle (1950 à aujourd'hui).

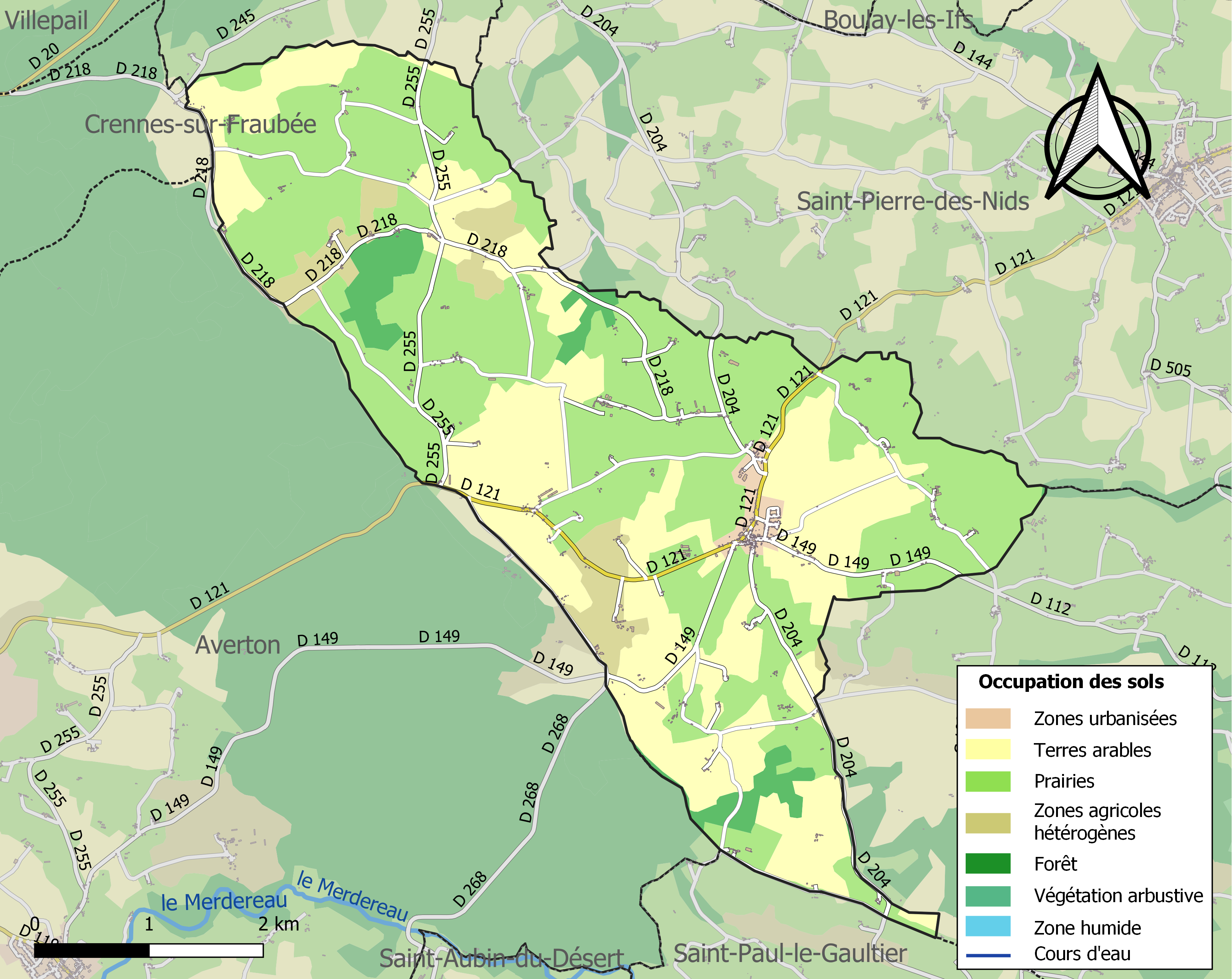
Carte des infrastructures et de l'occupation des sols de la commune en 2018 (CLC).

## Toponymie
Gavre (v. 834); Vicaria Gaviacencis (Xe siècle); ecclesia de Gabra (v.  1120); Presbytere de Gervre (v. 1140); Gesvre (1312); sanctus Petrus de Gevra (1545); Gevres,. L'étymologie de Gesvres est Gevra ou Capra. D'après Dauzat et Rostaing, il s'agit du nom d'homme gaulois Gabros, lui-même issu de gabros, « chèvre ».
Le gentilé est Gesvrois.

## Histoire
Saint Aldric évêque du Mans fonde un domaine à Gesvres vers 834. En 900, Charles le Simple autorise le comte Hugues un de ses puissants parents à donner aux moines de Saint-Evroult plusieurs domaines situés dans la vigueries de Gesvres. L'abbaye de Saint-Évroult y possédait une villa Nunniacum au Xe siècle, au XIIe siècle l'église Saint Pierre et ses dîmes sont données à l'abbaye Saint-Vincent du Mans.
Françoise Cueillette, dame de Gesvres au Maine, porte la seigneurie à la famille Potier en épousant en 1523 Jacques Potier, seigneur de Blanc-Mesnil (né vers 1500-† 1555), conseiller au Parlement de Paris.
La seigneurie de Gesvres a été érigée en Marquisat, en faveur de leur descendant Louis Potier (1613-† en 1643/1645 au siège de Thionville, prédécédé), maréchal des Camps & Armées du Roi, fils aîné de René Potier (1579-1670 ; 1er duc de Tresmes en 1648, gouverneur du Maine) et petit-fils de Louis Potier de Gesvres, comte de Tresmes († 1630). Puis le nom de Gesvres s'est porté sur le duché de Tresmes en Crouy, renommé duché de Gesvres en 1670 en faveur de Léon Potier (1620-1704), 2e duc de Tresmes alias 1er duc de Gesvres, le 2e fils de René Potier.

## Héraldique
| Blason de Gesvres | Blason  | Burelé d’argent et d’azur de dix pièces, à deux clés adossées de gueules, mises en chevron, accostées de trois mains appaumées d’argent, 2 et 1, le tout brochant sur le burelé. |
| Blason de Gesvres | Détails | L’azur et les trois mains d’argent sont les éléments principaux du blason du seigneur Potier qui possédait dans son marquisat de Gesvres les villages de Gesvres, Pré en Pail, la Pooté et Couptrain. La reprise intégrale du blason d’un seigneur étant interdite pour la municipalité, il suffit d’en emprunter un ou plusieurs éléments. Les clés symbolisent Pierre, le saint patron du village. La disposition en chevron indique que la commune est entourée de monts plus ou moins élevés, dont les dernières crêtes de la corniche de Pail. Le fond burelé d’argent et d’azur avec la couleur des clés de gueules rappellent le blason de la famille de la Rochefoucault qui a été seigneur de Gesvres pendant 114 ans de 1394 à 1508. La remarque concernant la récupération du blason seigneurial est valable ici aussi. Les ornements sont deux lions burelés d’or et de sinople, couronnés d’argent. Ils proviennent des armes de la famille de Doucelle, premier seigneur de Gesvres de 1312 à 1350. Ils sont posés sur une terrasse de sable sur laquelle s’élève un mont d’or, pour honorer l’agriculture gabrasienne. Le listel d'argent porte le nom de la commune en lettres majuscules de sable. La couronne de tours dit que l’écu est celui d’une commune ; elle n’a rien à voir avec des fortifications. Le statut officiel du blason reste à déterminer. |

## Politique et administration
Le conseil municipal est composé de quinze membres dont le maire et quatre adjoints.

## Population et société

### Démographie
L'évolution du nombre d'habitants est connue à travers les recensements de la population effectués dans la commune depuis 1793. Pour les communes de moins de 10 000 habitants, une enquête de recensement portant sur toute la population est réalisée tous les cinq ans, les populations de référence des années intermédiaires étant quant à elles estimées par interpolation ou extrapolation. Pour la commune, le premier recensement exhaustif entrant dans le cadre du nouveau dispositif a été réalisé en 2006.
En 2022, la commune comptait 541 habitants, en évolution de +2,85 % par rapport à 2016 (Mayenne : −0,73 %, France hors Mayotte : +2,11 %).
Gesvres a compté jusqu'à 1 574 habitants en 1872.
| 1793  | 1800  | 1806  | 1821  | 1831  | 1836  | 1841  | 1846  | 1851  |
| ----- | ----- | ----- | ----- | ----- | ----- | ----- | ----- | ----- |
| 1 171 | 1 201 | 1 338 | 1 474 | 1 419 | 1 464 | 1 502 | 1 472 | 1 542 |

| 1856  | 1861  | 1866  | 1872  | 1876  | 1881  | 1886  | 1891  | 1896  |
| ----- | ----- | ----- | ----- | ----- | ----- | ----- | ----- | ----- |
| 1 494 | 1 516 | 1 500 | 1 574 | 1 525 | 1 461 | 1 425 | 1 421 | 1 325 |

| 1901  | 1906  | 1911  | 1921 | 1926 | 1931 | 1936 | 1946 | 1954 |
| ----- | ----- | ----- | ---- | ---- | ---- | ---- | ---- | ---- |
| 1 188 | 1 217 | 1 076 | 974  | 893  | 872  | 850  | 806  | 737  |

| 1962 | 1968 | 1975 | 1982 | 1990 | 1999 | 2006 | 2011 | 2016 |
| ---- | ---- | ---- | ---- | ---- | ---- | ---- | ---- | ---- |
| 651  | 625  | 573  | 486  | 489  | 543  | 532  | 537  | 526  |

| 2021 | 2022 | - | - | - | - | - | - | - |
| ---- | ---- | - | - | - | - | - | - | - |
| 530  | 541  | - | - | - | - | - | - | - |

## Culture locale et patrimoine

### Lieux et monuments
- Église Saint-Pierre datée du XIIe siècle par l'Abbé Angot, elle est probablement antérieure (XIe siècle).
- Chapelle Sainte-Catherine.
- Chapelle de Rouvadin.
- Chapelle Saint-Sulpice, actuellement disparue. Un prieuré bénédictin est mentionné par Hubert Jaillot. Il est noté délaissé au XVIe siècle. La chapelle sur le versant de la vallée est déjà délabrée en 1753 ; reconstruite, elle est vendue avec la ferme en 1791[33]. Un sarcophage de type mérovingien est mis au jour en 1908, proche de la ruine, il est placé actuellement dans l'église[34].
- Chapelle du Bourg datée de 1813.
- Lavoir communal.
- Gesvres abrite une partie du site des Alpes mancelles, qui figurent au réseau Natura 2000[35].
- Pont dit des cinq pierres, traversant l'Ornette, datant de 1833. Il doit son nom aux cinq pierres qui le composent, soit deux pierres verticales et trois pierres horizontales[36].

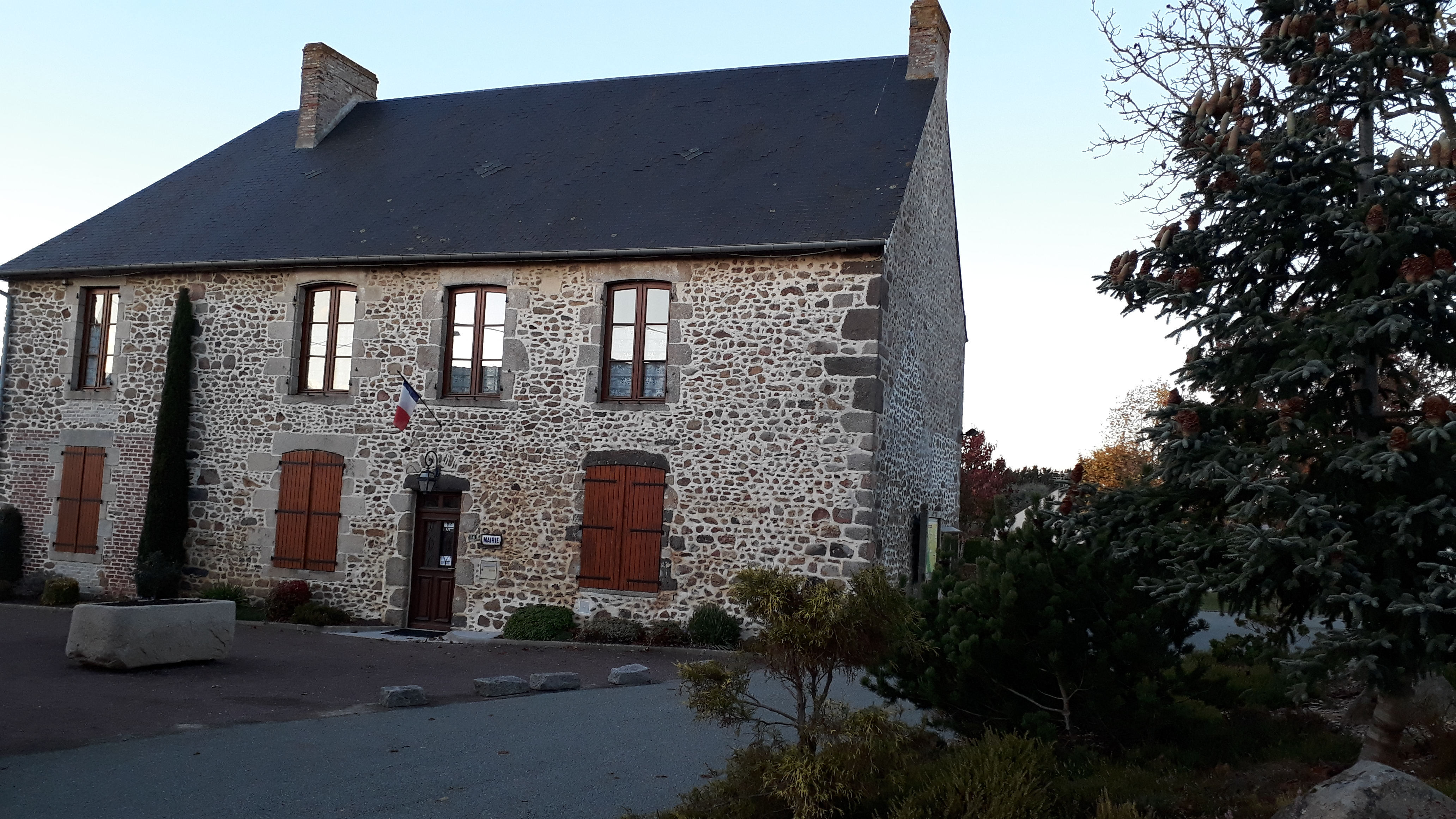
Mairie, ancien presbytère.
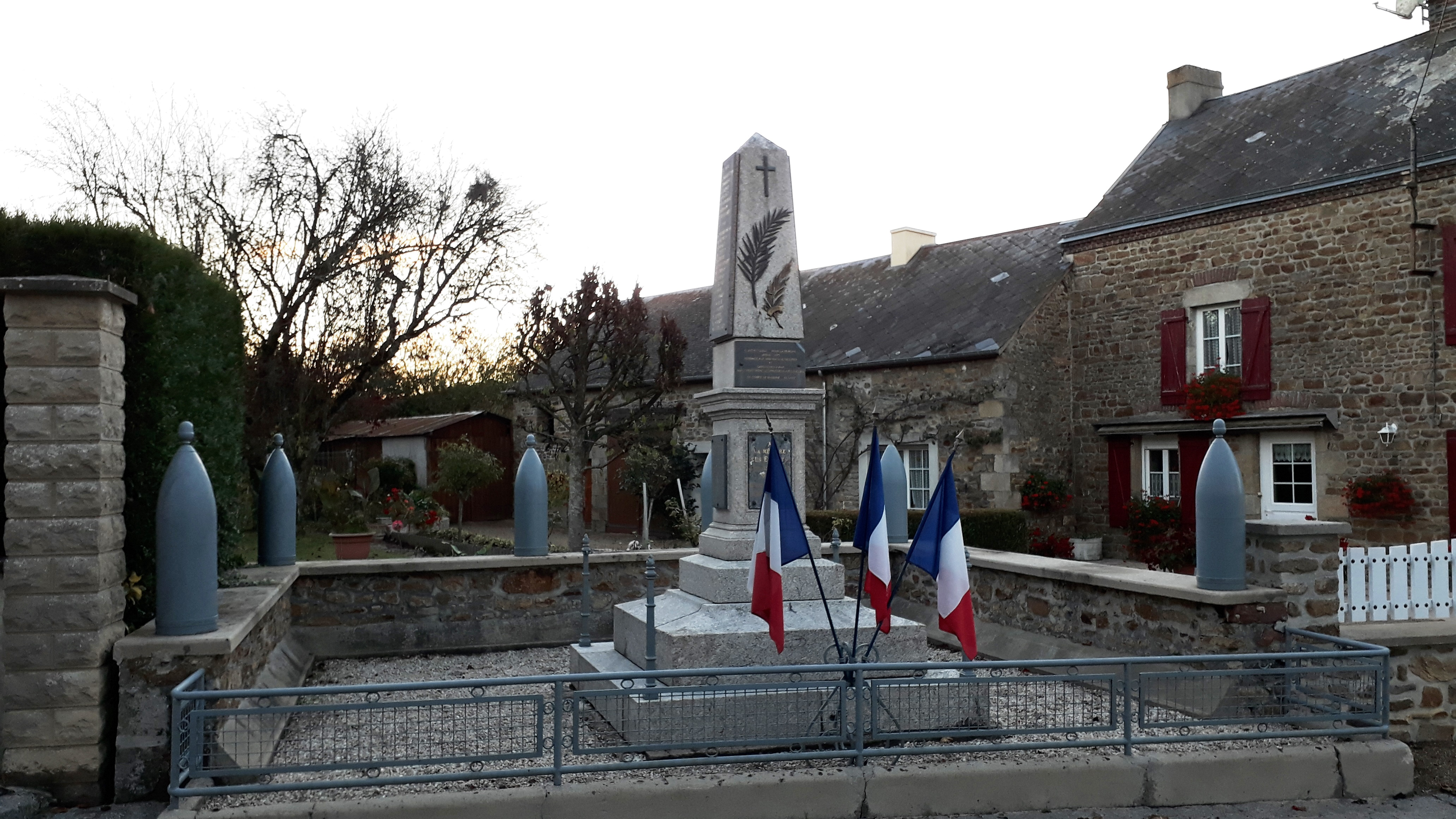
Monument aux morts.
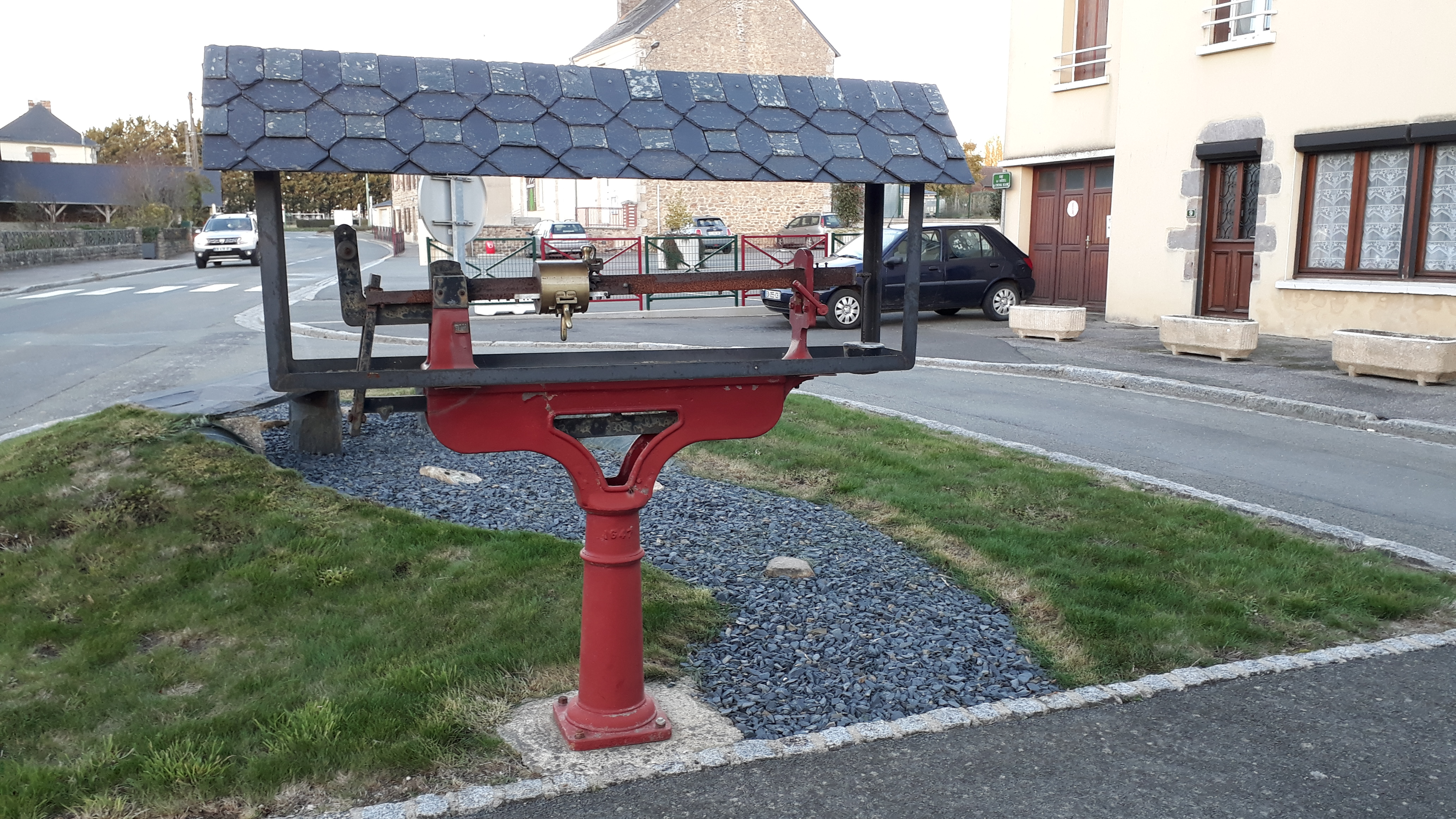
Poids public.
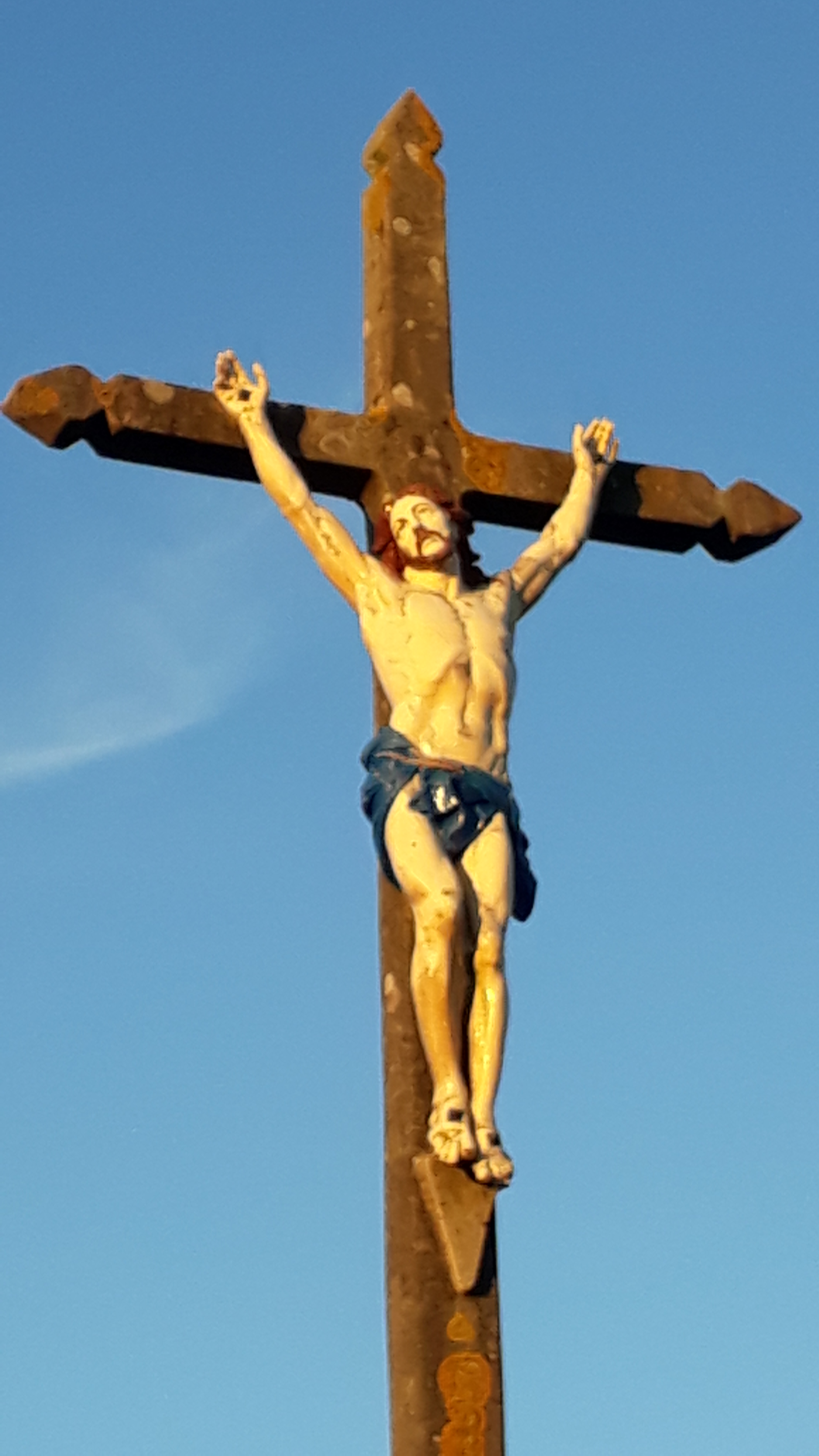
Calvaire à l'entrée du bourg.
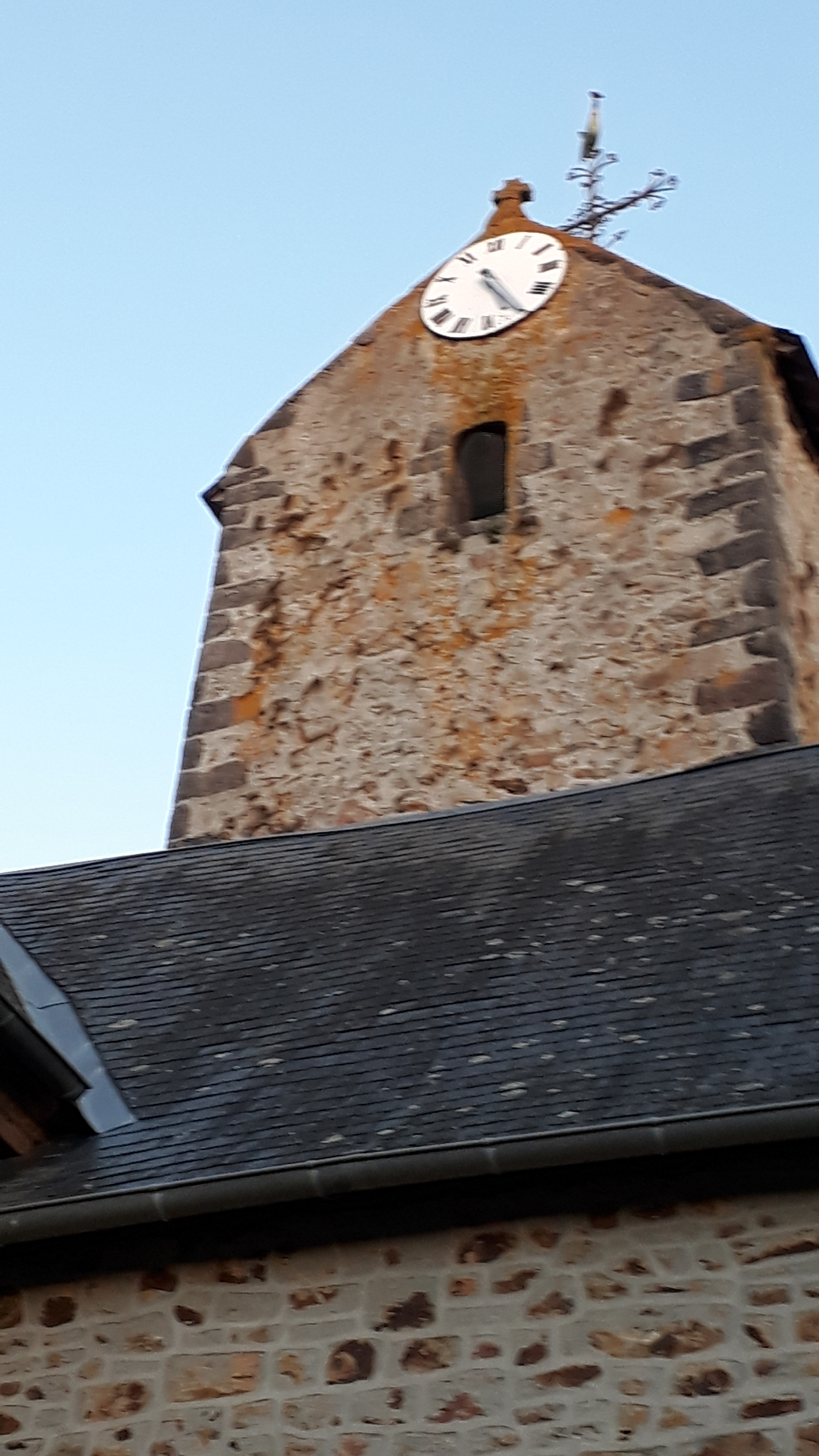
Clocher de l'église.
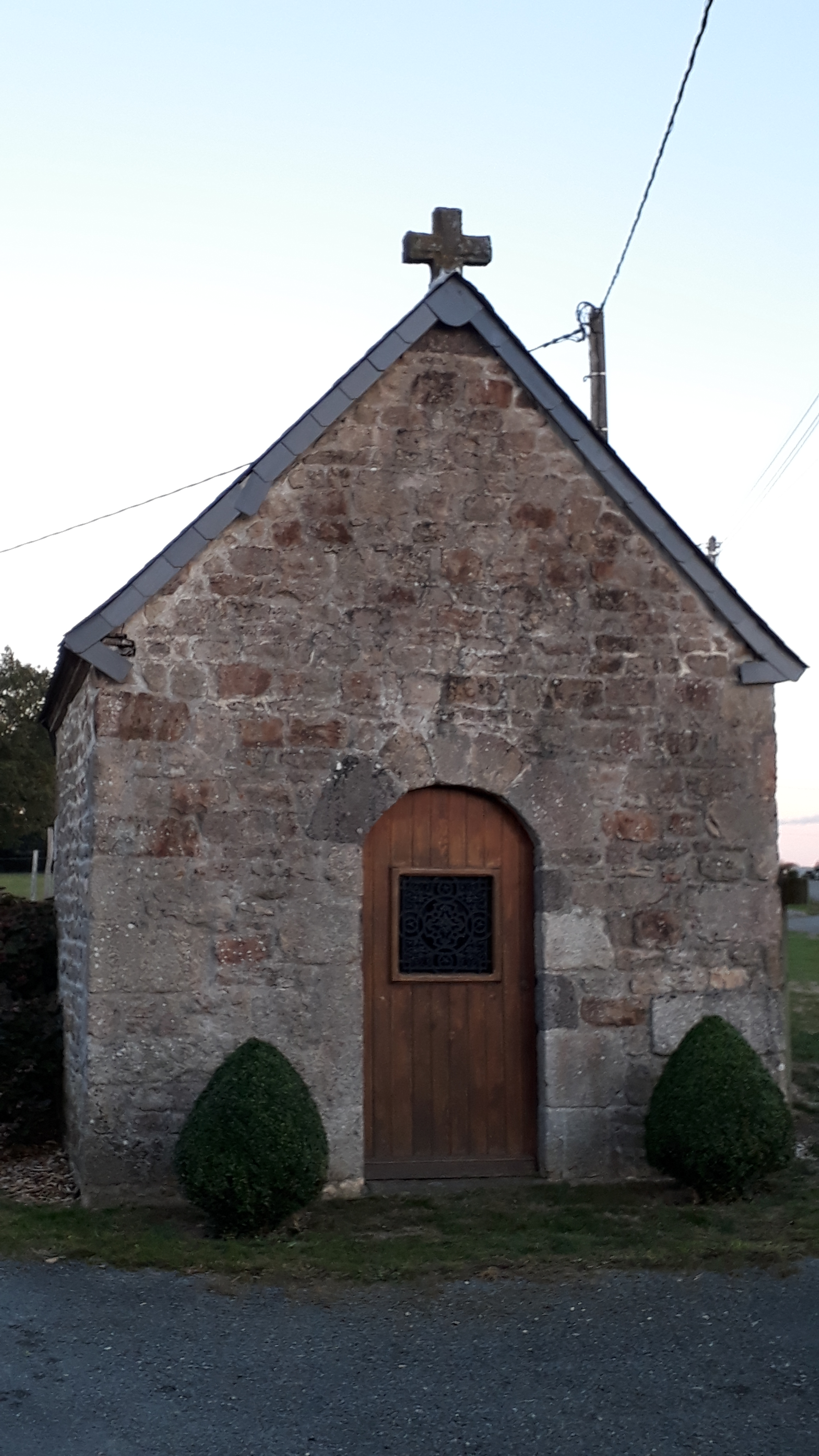
Chapelle du bourg.
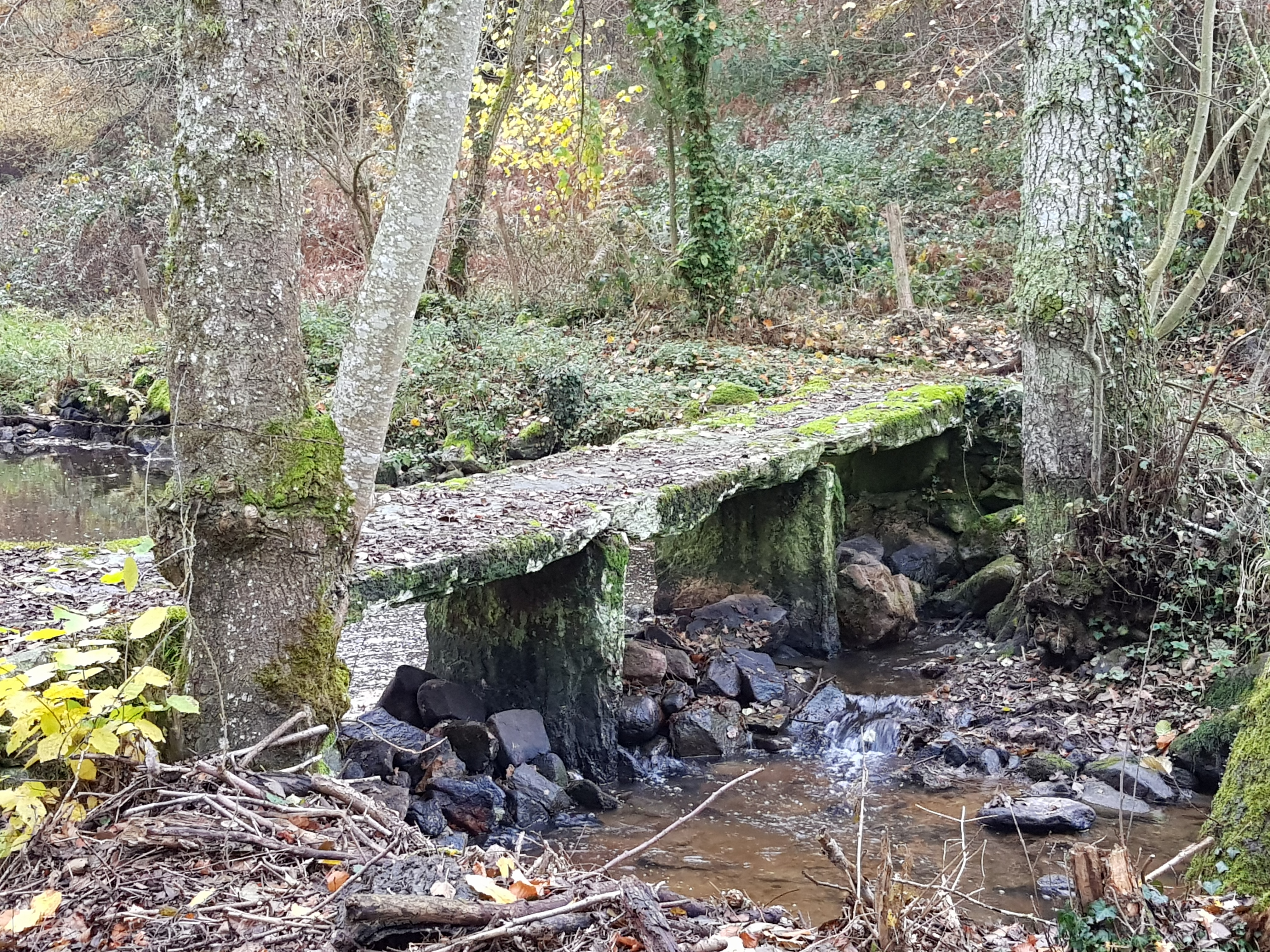
Pont des cinq pierres.

### Personnalités liées à la commune
- Louis Potier (mort en 1630), baron de Gesvres, homme d'État.
- Pierre Culioli (1912-1994), résistant, est enterré au cimetière de Gesvres.